# Marine (Illinois)
Marine es una villa ubicada en el condado de Madison en el estado estadounidense de Illinois. En el Censo de 2010 tenía una población de 960 habitantes y una densidad poblacional de 522,79 personas por km².

## Geografía
Marine se encuentra ubicada en las coordenadas 38°47′14″N 89°46′41″O / 38.78722, -89.77806. Según la Oficina del Censo de los Estados Unidos, Marine tiene una superficie total de 1.84 km², de la cual 1.78 km² corresponden a tierra firme y (2.82%) 0.05 km² es agua.

## Demografía
Según el censo de 2010, había 960 personas residiendo en Marine. La densidad de población era de 522,79 hab./km². De los 960 habitantes, Marine estaba compuesto por el 97.6% blancos, el 0.63% eran afroamericanos, el 0.42% eran amerindios, el 0% eran asiáticos, el 0% eran isleños del Pacífico, el 0.73% eran de otras razas y el 0.63% pertenecían a dos o más razas. Del total de la población el 1.25% eran hispanos o latinos de cualquier raza.